# Doris Day

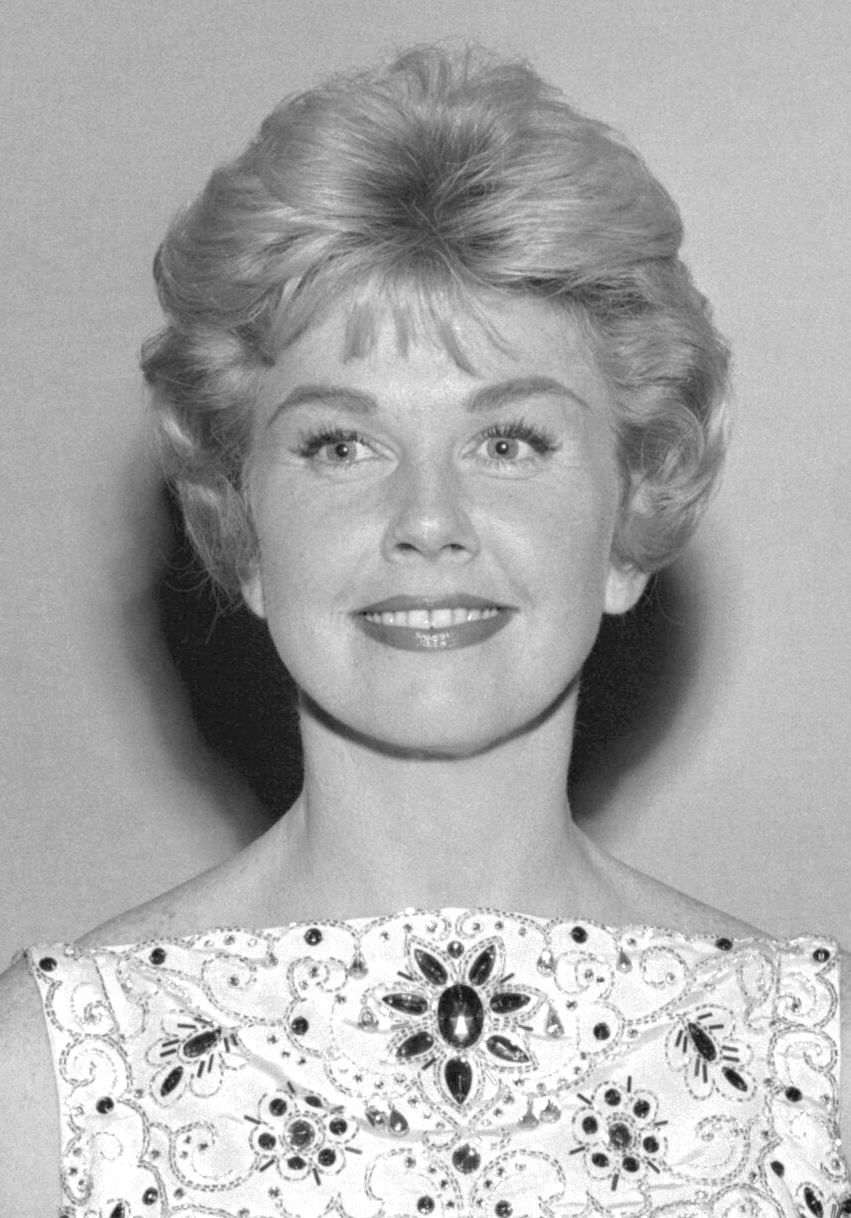
Doris Day (1958)

Doris Day (* 3. April 1922 in Cincinnati, Ohio, als Doris Mary Anne Kappelhoff; † 13. Mai 2019 in Carmel-by-the-Sea, Kalifornien) war eine US-amerikanische Filmschauspielerin und Sängerin.
Day trat zunächst erfolgreich als Sängerin verschiedener Big Bands auf. Ab 1947 stand sie beim Filmstudio Warner Brothers unter Vertrag, wo sie hauptsächlich in Musicals zu sehen war. Danach waren es vor allem romantische und familienfreundliche Komödien, insbesondere mit ihrem Filmpartner Rock Hudson, die maßgeblich ihr Image als „Sauberfrau“ prägten und mit denen sie in den 1950er und 1960er Jahren zu den populärsten und kommerziell erfolgreichsten Hollywoodstars zählte. Nach dem Ende ihrer Filmkarriere setzte sich Doris Day verstärkt für den Tierschutz ein, wofür sie 2004 mit der Presidential Medal of Freedom ausgezeichnet wurde.

## Leben

### Kindheit und Jugend bis 1939
Doris Mary Anne Kappelhoff war das dritte Kind des Musiklehrers William Kappelhoff (1892–1967) und seiner Frau Alma Sophia Welz (1895–1976). Beide Eltern waren als Kinder deutscher Einwanderer ebenfalls in Cincinnati zur Welt gekommen. Die Wurzeln ihrer Familie führen väterlicherseits ins westfälische Füchtorf bei Warendorf und ins damals hannoversche Glandorf (Amt Osnabrück), mütterlicherseits ins badische Ötigheim (Oberamt Rastatt) und ins ebenfalls badische Mückenloch (heute zu Neckargemünd). Die junge Doris wollte ursprünglich Tänzerin werden, konnte ihren Traum aber nicht verwirklichen, weil sie sich im Alter von 15 Jahren bei einem Autounfall das rechte Bein brach und sich kurze Zeit nach der Genesung dasselbe Bein erneut brach.

### Gesangskarriere (1939–1947)

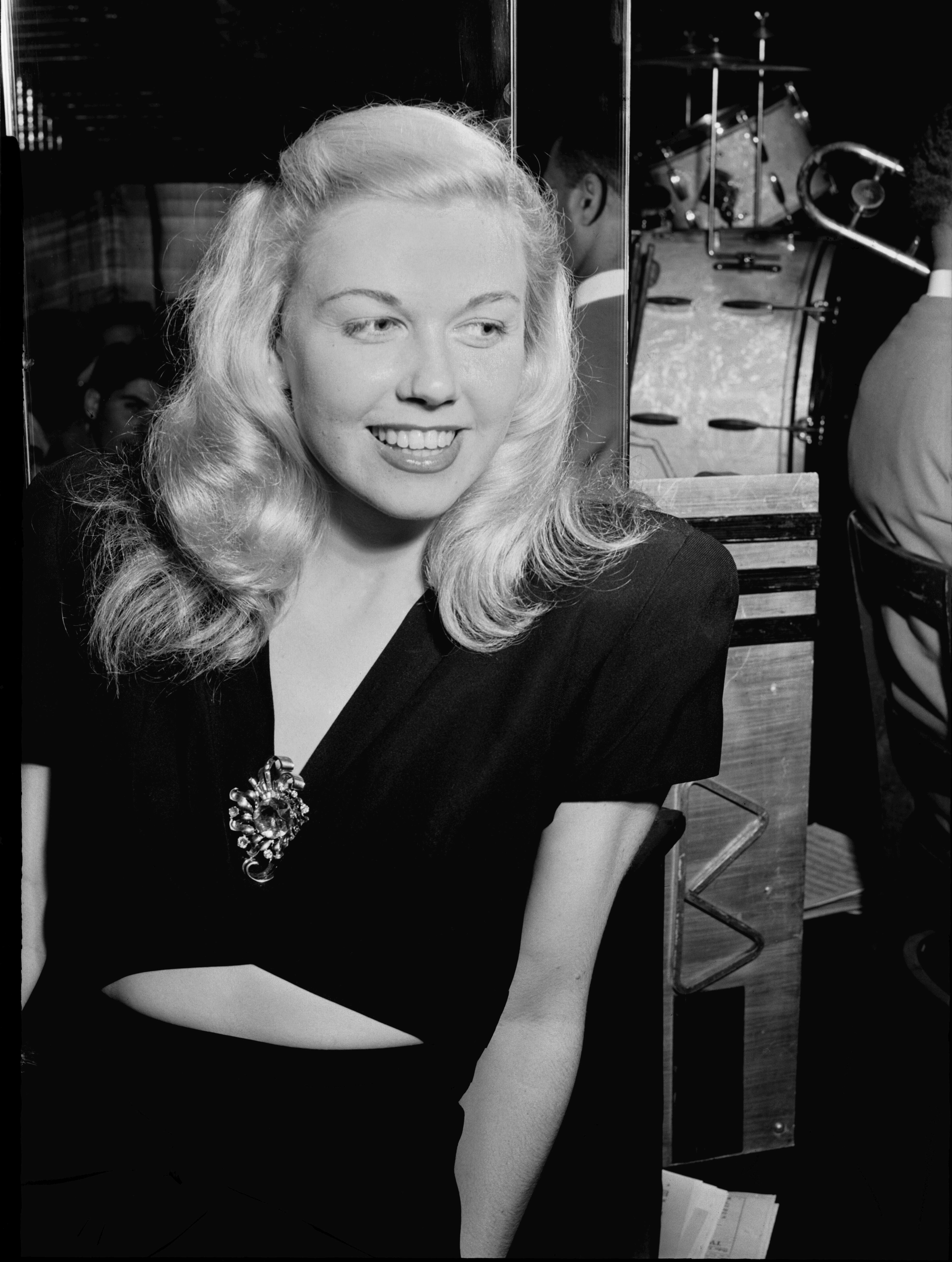
Doris Day im Jazzclub Aquarium, New York (Foto William P. Gottlieb, 1946)

Day war beim Rundfunk und in Nachtklubs aufgetreten, bevor sie als Sängerin bei den Bands von Bob Crosby und Les Brown arbeitete. Ihren Durchbruch hatte sie 1945 mit dem Nummer-eins-Hit Sentimental Journey, dem mit My Dreams Are Getting Better All the Time ein weiterer Hit folgte. Ihr Arbeitgeber, der Nachtclubbesitzer und Bandleader Barney Rapp, gab ihr nach dem Lied Day by Day den Künstlernamen „Doris Day“. Doris Day war nicht begeistert, für sie klang er nach „Gaiety Burlesque House“, sie akzeptierte aber trotzdem. Danach arbeitete sie für verschiedene Radiosendungen unter anderem mit Frank Sinatra, Bob Hope und Dinah Shore zusammen. 1947 unterschrieb sie einen siebenjährigen Filmvertrag bei Warner Brothers.
Ihre erste Ehe mit dem Posaunisten Al Jordan dauerte von 1941 bis 1943. Ihr gemeinsamer Sohn Terry wurde im Februar 1942 geboren. 1946 heiratete sie den Saxofonisten George Weidler, doch auch diese Ehe wurde nach kurzer Zeit geschieden.

### Filmvertrag bei Warner Brothers (1947–1955)
Ihr erster Film, Zaubernächte in Rio unter der Regie von Michael Curtiz kam 1948 ins Kino. Er bescherte ihr den dritten Nummer-eins-Hit It’s Magic. In überwiegend heiteren Filmmusicals wie Bezaubernde Frau (1950), Romanze mit Hindernissen oder In all meinen Träumen bist Du (beide 1951), die vor allem ihr Talent als Sängerin und Komödiantin fragten, war Day meistens als Leading Lady, seltener in einer Ensemble- oder Nebenrolle eingesetzt. Wenige ernstere Rollen übernahm sie in Filmen wie Der Mann ihrer Träume (1950) neben Kirk Douglas und Lauren Bacall oder Die Gefangene des Ku-Klux-Klan (1951) an der Seite von Ronald Reagan und Ginger Rogers. Zu ihren wiederkehrenden Filmpartnern zählen Jack Carson und Gordon MacRae. 1951 heiratete sie den Produzenten Martin Melcher, mit dem sie bis zu dessen Tod 1968 verheiratet war.

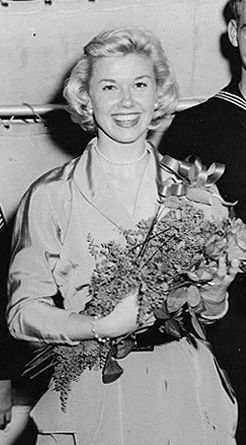
Doris Day (um 1953)

Den größten Erfolg jener Zeit feierte sie 1953 an der Seite von Howard Keel mit dem Western-Musical Schwere Colts in zarter Hand, das als sehr freie Verfilmung der Vita der Wildwest-Heldin Calamity Jane gelten kann. Mit dem Lied Secret Love aus diesem Film, das 1954 als Bester Filmsong mit einem Oscar ausgezeichnet wurde, hatte sie nach dem Duett Love Somebody mit Buddy Clark und A Guy Is a Guy ihren fünften und letzten Nummer-eins-Hit. 1955 kam mit Man soll nicht mit der Liebe spielen, in dem sie als Frank Sinatras Partnerin auftrat, ihr letzter Vertragsfilm für Warner ins Kino.

### Nach dem Filmvertrag (1955–1959)
Als sich Doris Day ihre Filmrollen selbst aussuchen konnte, entschied sie sich für Tyrannische Liebe (1955), ein Werk, das die tragische Lebensgeschichte der Sängerin Ruth Etting darstellte und mit dem Oscar ausgezeichnet wurde. Danach trat sie mit James Stewart in dem Alfred-Hitchcock-Thriller Der Mann, der zuviel wusste (1956) auf und machte den Filmsong Que Sera, Sera zu ihrer Erkennungsmelodie; das Lied gewann 1957 die Oscar-Auszeichnung Bester Song.
Nachdem sie seit Bestehen ihres Vertrags mit Warner Brothers mit wenigen Ausnahmen nur die Soundtracks ihrer Musicals als Alben veröffentlicht hatte, nahm sie von Mitte der 1950er bis Mitte der 1960er Jahre eine Reihe von eigenen Studioalben auf. 1957 verlängerte sie ihren Plattenvertrag mit Columbia Records für die damalige Rekordsumme von einer Million US-Dollar um weitere zehn Jahre. Nach Der Mann, der zuviel wußte folgten überwiegend harmlose Komödien wie Reporter der Liebe mit Clark Gable, Babys auf Bestellung mit Richard Widmark (beide 1958) und Mit mir nicht, meine Herren (1959) mit Jack Lemmon, die allerdings eher mäßig erfolgreich waren.

### Internationale Filmkarriere (1959–1965)
Ihren endgültigen Durchbruch als kassenträchtiger Filmstar feierte Doris Day 1959 an der Seite von Rock Hudson mit dem Film Bettgeflüster, für den sie ihre erste und einzige Oscar-Nominierung erhielt. Mit Hudson drehte sie die sehr erfolgreichen Nachfolger Ein Pyjama für zwei (1961) und Schick mir keine Blumen (1964). Day blieb für mehrere Jahre eine der beliebtesten Schauspielerinnen der Vereinigten Staaten in kommerziell erfolgreichen Filmkomödien wie Ein Hauch von Nerz (1962, mit dem Golden Globe als beste Komödie ausgezeichnet) neben Cary Grant, Was diese Frau so alles treibt und Eine zuviel im Bett (beide 1963) mit James Garner oder Spion in Spitzenhöschen (1966) an der Seite von Rod Taylor. Ihre letzte ernste Rolle spielte sie 1960 in dem Psychothriller Mitternachtsspitzen, ihre letzte Musicalrolle 1962 in Spiel mit mir. Während eine Schauspielerin wie Marilyn Monroe durch die Überbetonung ihrer erotischen Anziehungskraft den Ruf einer „Sexgöttin“ hatte, pflegte Doris Day ein komplett gegensätzliches Image und verkörperte Frauen, die in ihrer Sittsamkeit unbeirrbar waren. Dies brachte der Darstellerin auch Spott ein. Sowohl ihrem ehemaligen Leinwandpartner Oscar Levant als auch Groucho Marx wurde das Bonmot „Ich kannte Doris Day, bevor sie Jungfrau wurde“ zugeschrieben.

### Nachlassende Filmerfolge und Fernsehkarriere (1965–1973)
Ab Mitte der 1960er Jahre wurden Days Filme und Darstellungen zunehmend als unglaubwürdig kritisiert. Der Geschmack des Kinopublikums veränderte sich deutlich; etablierte Genres wie Western, Musicals oder Monumentalfilme empfand es als veraltet. Auch die romantischen Komödien, in denen Doris Day üblicherweise zu sehen war, galten nicht mehr als zeitgemäß. Komiker und Kritiker bezeichneten Day als „älteste Jungfrau der Welt“. Auch wenn alle ihre Filme, abgesehen von Das Teufelsweib von Texas (1967), Einnahmen über die Produktionskosten hinaus erzielten, erreichten sie bei weitem nicht die Einspielergebnisse ihrer ersten beiden Filme mit Rock Hudson oder von Ein Hauch von Nerz. Doris Day wurde auch die Rolle der Mrs. Robinson in Die Reifeprüfung (1967) angeboten, die sie jedoch aus persönlichen Gründen ablehnte, womit sie einen möglichen Imagewechsel verhinderte.
Nach dem Tod ihres Ehemannes Martin Melcher 1968, der ihre Karriere als Manager maßgeblich mitbestimmt hatte, nahm Day keine Filmrollen mehr an. Melcher oder ihr Anlageberater Jerry Rosenthal hatten ihr Vermögen verspekuliert. Day war verschuldet und vertraglich zu einer Fernsehserie verpflichtet. Nach einem längeren Gerichtsverfahren wurde Jerry Rosenthal zur Zahlung von 22 Millionen Dollar in erster Instanz verpflichtet; nach einem Berufungsverfahren erhielt Day im Zuge eines Vergleiches 10 Millionen Dollar. Von 1968 bis 1973 drehte sie für das Fernsehen die erfolgreiche Sitcom The Doris Day Show. Mit wöchentlich 20 Millionen Zuschauern gehörte sie in den ersten vier von insgesamt fünf Jahren zu den Top-30-Shows. An der Produktion war auch ihr Sohn Terry Melcher beteiligt, der sich inzwischen einen Namen als Musikproduzent gemacht hatte.

### Rückzug ins Privatleben

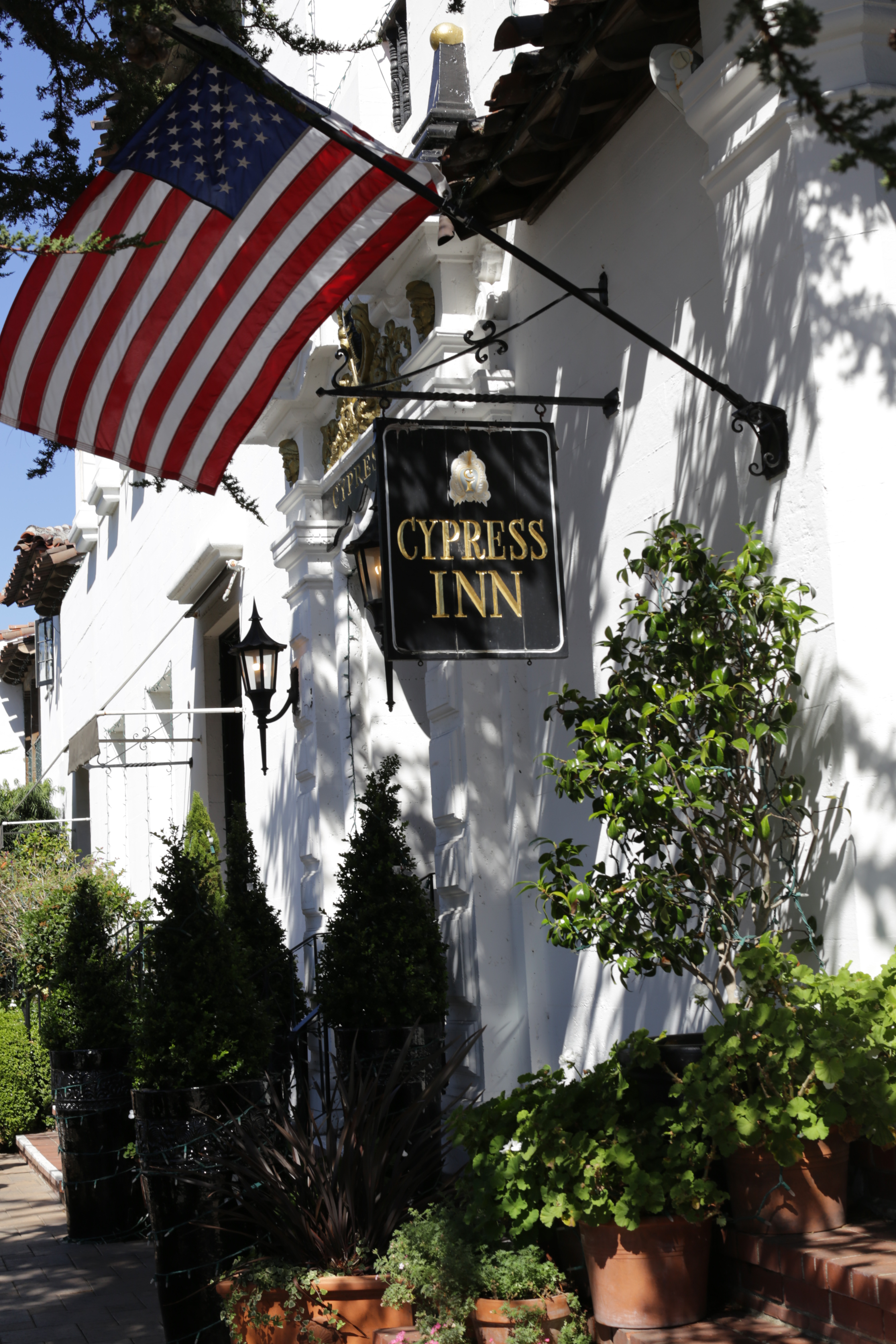
Doris Days Hotel Cypress Inn in Carmel-by-the-Sea

Nach zwei weiteren Fernsehspecials Mitte der 1970er Jahre zog sich Doris Day aus der Öffentlichkeit zurück. Ihre vierte Ehe, die sie 1976 mit Barry Comden geschlossen hatte, endete mit der Scheidung 1981.
Im selben Jahr zog Doris Day nach Carmel-by-the-Sea und erwarb dort ein herrschaftliches Anwesen, wo sie fortan bis zu ihrem Tod lebte. Sie widmete sich nun dem Tierschutz und setzte sich mit ihrer Stiftung Doris Day Animal League für herrenlose Tiere ein, insbesondere für Hunde. 1985/1986 kehrte sie ins Fernsehen zurück und machte Tierliebe und Leid der Tiere zum Gegenstand ihrer Talkshow Doris Day’s Best Friends, in der sie auch den bereits durch Aids todkranken Rock Hudson als Gast begrüßte. 1989 erhielt sie den Cecil B. deMille Award der Foreign Press Association in Hollywood für ihr Lebenswerk. Ihr wurde mehrfach angeboten, einen Ehrenoscar verliehen zu bekommen, was sie jedoch stets ablehnte.
Um 1985 erwarb sie mit ihrem Sohn Terry und ihrem Geschäftspartner Dennis LeVette ein kleines Hotel in Carmel namens Cypress Inn. Es war eines der ersten Hotels in den USA, das auch Haustiere ausdrücklich erlaubte. Terry starb am 19. November 2004 an Hautkrebs. Sein Sohn Ryan Melcher, Doris Days einziges Enkelkind, wuchs in Carmel auf, wo er bis heute lebt und arbeitet.
Sie selbst nannte sich im fortgeschrittenen Alter Carla Kappelhoff. Doris Day absolvierte die letzten drei Jahrzehnte ihres Lebens nur selten öffentliche Auftritte, meist gegenüber ihrer Fangemeinde an ihrem Geburtstag, gab aber gelegentlich Interviews, etwa anlässlich ihres 90., sowie zuletzt anlässlich ihres 97. Geburtstages.

### Kurzes musikalisches Comeback (2011)
2011 erschien ihr Album My Heart. Es wurde von Bruce Johnston produziert, der zudem an drei der Songs zusammen mit Terry Melcher als Co-Autor beteiligt war. Das Album stieg auf Anhieb in die britischen Top 10 Album Charts ein. Damit schaffte Doris Day den Sprung in die englische Hitliste als zweitälteste Künstlerin nach Vera Lynn, die 2009 auf Platz 1 der britischen Album-Charts kam und mit 92 Jahren die älteste lebende Sängerin der Top 10 war.

### Tod
Am 13. Mai 2019 starb Doris Day, sechs Wochen nach ihrem 97. Geburtstag, in ihrem Haus in Carmel an den Folgen einer Lungenentzündung.

## Filmografie
Kinofilme
- 1948: Zaubernächte in Rio (Romance on the High Seas)
- 1949: Mein Traum bist Du (My Dream Is Yours)
- 1949: Ein tolles Gefühl (It’s a Great Feeling)
- 1950: Der Mann ihrer Träume (Young Man with a Horn)
- 1950: Bezaubernde Frau (Tea for Two)
- 1950: The West Point Story
- 1951: Die Gefangene des Ku-Klux-Klan (Storm Warning)
- 1951: Das Wiegenlied vom Broadway (Lullaby of Broadway)
- 1951: Romanze mit Hindernissen (On Moonlight Bay)
- 1951: In all meinen Träumen bist Du (I’ll See You in My Dreams)
- 1951: Starlift
- 1952: The Winning Team
- 1952: April in Paris
- 1953: Heiratet Marjorie? (By the Light of the Silvery Moon)
- 1953: Schwere Colts in zarter Hand (Calamity Jane)
- 1954: Das blonde Glück (Lucky Me)
- 1955: Man soll nicht mit der Liebe spielen (Young at Heart)
- 1955: Tyrannische Liebe (Love Me or Leave Me)
- 1956: Der Mann, der zuviel wusste (The Man Who Knew Too Much)
- 1956: Mord in den Wolken (Julie)
- 1957: Picknick im Pyjama (The Pyjama Game)
- 1958: Reporter der Liebe (Teacher’s Pet)
- 1958: Babys auf Bestellung (The Tunnel of Love)
- 1959: Mit mir nicht, meine Herren (It Happened to Jane)
- 1959: Bettgeflüster (Pillow Talk)
- 1960: Meisterschaft im Seitensprung (Please Don’t Eat the Daisies)
- 1960: Mitternachtsspitzen (Midnight Lace)
- 1961: Ein Pyjama für zwei (Lover Come Back)
- 1962: Ein Hauch von Nerz (That Touch of Mink)
- 1962: Spiel mit mir (Billy Rose’s Jumbo)
- 1963: Was diese Frau so alles treibt (The Thrill of It All)
- 1963: Eine zuviel im Bett (Move Over, Darling)
- 1964: Schick mir keine Blumen (Send Me No Flowers)
- 1965: Bitte nicht stören! (Do Not Disturb)
- 1966: Spion in Spitzenhöschen (The Glass Bottom Boat)
- 1967: Caprice
- 1967: Das Teufelsweib von Texas (The Ballad of Josie)
- 1968: Als das Licht ausging (Where Were You When the Lights Went Out?)
- 1968: Der Mann in Mammis Bett (With Six You Get Eggroll)

Fernsehsendungen
- 1968–1973: The Doris Day Show (Sitcom)
- 1971: The Doris Mary Anne Kappelhoff Special
- 1975: Doris Day Today
- 1985–1986: Doris Day’s Best Friends (Talkshow)
- 1991: Doris Day: A Sentimental Journey

## Synchronisation
Doris Days Standardsprecherin in fast allen deutschsprachigen Synchronfassungen war Edith Schneider.

## Auszeichnungen
Oscar
- Nominierung

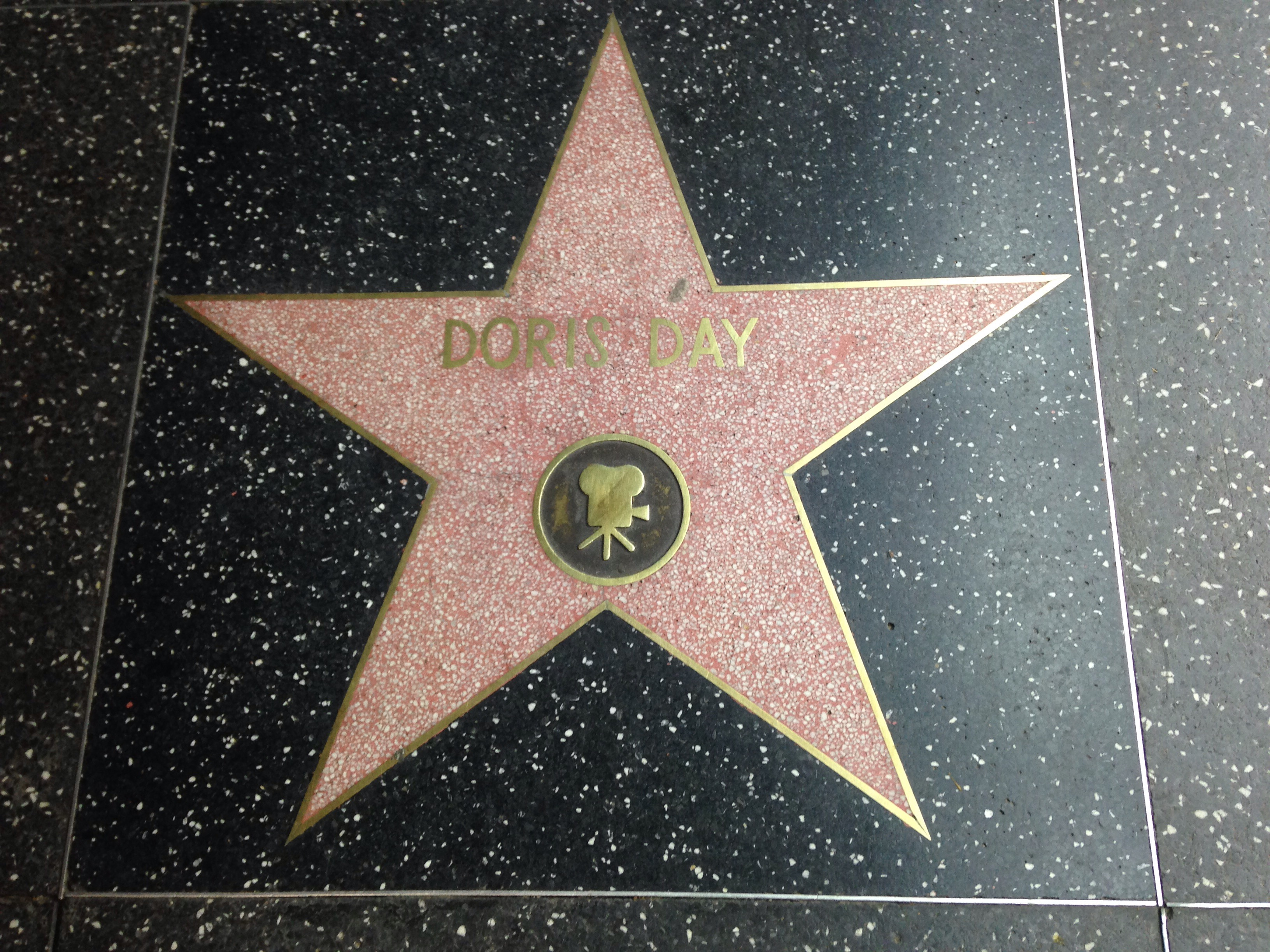
Doris Days Stern für ihre Filmarbeit auf dem Hollywood Walk of Fame

  - 1960: Beste Hauptdarstellerin in Bettgeflüster

Golden Apple Award
- 1954: Sour Apple als unkooperativste Schauspielerin
- 1962: Sour Apple als unkooperativste Schauspielerin
- 1964: Sour Apple als unkooperativste Schauspielerin

Golden Globe Award
- Auszeichnungen
  - 1958: Beliebteste Filmschauspielerin der Welt
  - 1960: Beliebteste Filmschauspielerin der Welt
  - 1963: Beliebteste Filmschauspielerin der Welt
  - 1989: Cecil B. deMille Award für ihr Lebenswerk
- Nominierungen
  - 1955: Beliebteste Filmschauspielerin der Welt
  - 1959: Beste Hauptdarstellerin – Komödie oder Musical (Babys auf Bestellung)
  - 1960: Beste Hauptdarstellerin – Komödie oder Musical (Bettgeflüster)
  - 1961: Beste Hauptdarstellerin – Drama (Mitternachtsspitzen)
  - 1963: Beste Hauptdarstellerin – Komödie oder Musical (Spiel mit mir)
  - 1964: Beste Hauptdarstellerin – Komödie oder Musical (Eine zuviel im Bett)
  - 1966: Beliebteste Filmschauspielerin der Welt
  - 1969: Bester weiblicher Fernsehstar (Doris Day in …)

Grammy Awards
- Auszeichnung
  - 2008: Grammy Lifetime Achievement Award
- Nominierungen
  - 1959: Beste weibliche Gesangsdarbietung (Everybody Loves a Lover)
  - 1961: Beste weibliche Gesangsdarbietung (The Sound of Music)

Hollywood Walk of Fame
- 1960: Stern in der Kategorie Musikaufnahmen (6278 Hollywood Boulevard)
- 1960: Stern in der Kategorie Film (6735 Hollywood Boulevard)

Photoplay Award
- 1951: Beliebtester weiblicher Star
- 1959: Beliebtester weiblicher Star

Laurel Award
- Auszeichnungen
  - 1958: Weiblicher Top Star
  - 1959: Weiblicher Top Star
  - 1960: Beste Hauptdarstellerin in einer Komödie (Bettgeflüster)
  - 1960: Weiblicher Top Star
  - 1961: Weiblicher Top Star
  - 1962: Beste Hauptdarstellerin in einer Komödie (Ein Pyjama für zwei)
  - 1962: Weiblicher Top Star
  - 1963: Beste Hauptdarstellerin in einer Komödie (Ein Hauch von Nerz)
  - 1963: Weiblicher Top Star
  - 1964: Weiblicher Top Star
  - 1965: Beste Hauptdarstellerin in einer Komödie (Schick mir keine Blumen)
- Nominierungen
  - 1959: Beste Hauptdarstellerin in einer Komödie (Babys auf Bestellung, Platz 3)
  - 1961: Beste Hauptdarstellerin in einem Drama (Mitternachtsspitzen, Platz 4)
  - 1965: Weiblicher Top Star (Platz 4)
  - 1966: Weiblicher Top Star (Platz 5)
  - 1967: Beste Hauptdarstellerin in einer Komödie (Spion in Spitzenhöschen, Platz 2)
  - 1967: Weiblicher Top Star (Platz 8)
  - 1968: Beste Hauptdarstellerin in einer Komödie (Als das Licht ausging, Platz 5)
  - 1968: Weiblicher Top Star (Platz 14)
  - 1970: Beste Hauptdarstellerin in einer Komödie (Der Mann in Mammis Bett, Platz 3)

Bambi
- Nominierungen
  - 1954: Schauspielerin International (Platz 43)
  - 1957: Schauspielerin International (Platz 23)
  - 1960: Schauspielerin International (Platz 3)
  - 1961: Schauspielerin International (Platz 3)
  - 1962: Schauspielerin International (Platz 2)
  - 1964: Schauspielerin International (Platz 2)

Bravo Otto
- Auszeichnungen
  - 1964: Bronzener Bravo Otto der Zeitschrift Bravo (44.392 Stimmen)
  - 1965: Bronzener Bravo Otto der Zeitschrift Bravo (32.445 Stimmen)
- Nominierungen unter anderem
  - 1957: Beliebteste Filmschauspielerin (Platz 28)
  - 1958: Beliebteste Filmschauspielerin (Platz 41)
  - 1959: Beliebteste Filmschauspielerin (Platz 47)
  - 1960: Beliebteste Sängerin (Platz 5)
  - 1961: Beliebteste Sängerin (Platz 7)
  - 1962: Beliebteste Filmschauspielerin (Platz 15)
  - 1963: Beliebteste Filmschauspielerin (Platz 4)
  - 1966: Beliebteste Filmschauspielerin (Platz 4)
  - 1968: Beliebteste Filmschauspielerin (Platz 19)
  - 1969: Beliebteste Filmschauspielerin (Platz 10)
  - 1970: Beliebteste Filmschauspielerin (Platz 8)
  - 1971: Beliebteste Fernsehschauspielerin (Platz 11)
  - 1972: Beliebteste Fernsehschauspielerin (Platz 8)
  - 1980: Beliebteste Filmschauspielerin (Platz 5)
  - 1982: Beliebteste Filmschauspielerin (Platz 10)

Weitere Auszeichnungen
- 1991: American Comedy Award für ihr komödiantisches Lebenswerk
- 2004: Presidential Medal of Freedom durch US-Präsident George W. Bush (höchste zivile Auszeichnung der Vereinigten Staaten)
- 2010: Society of Singers Legend Award

## Diskografie

### Alben
| Jahr | Titel                             | Höchstplatzierung, Gesamtwochen, AuszeichnungChartplatzierungen (Jahr, Titel, Platzierungen, Wochen, Auszeichnungen, Anmerkungen) | Höchstplatzierung, Gesamtwochen, AuszeichnungChartplatzierungen (Jahr, Titel, Platzierungen, Wochen, Auszeichnungen, Anmerkungen) | Höchstplatzierung, Gesamtwochen, AuszeichnungChartplatzierungen (Jahr, Titel, Platzierungen, Wochen, Auszeichnungen, Anmerkungen) | Höchstplatzierung, Gesamtwochen, AuszeichnungChartplatzierungen (Jahr, Titel, Platzierungen, Wochen, Auszeichnungen, Anmerkungen) | Höchstplatzierung, Gesamtwochen, AuszeichnungChartplatzierungen (Jahr, Titel, Platzierungen, Wochen, Auszeichnungen, Anmerkungen) | Anmerkungen                                                                |
| Jahr | Titel                             | DE | AT | CH | UK | US | Anmerkungen                                                                |
| ---- | --------------------------------- | --- | --- | --- | --- | --- | -------------------------------------------------------------------------- |
| 1949 | You’re My Thrill                  | — | — | — | — | US5 (8 Wo.)US |                                                                            |
| 1950 | Young Man with a Horn             | — | — | — | — | US1 (50 Wo.)US | mit Harry James                                                            |
| 1950 | Tea for Two                       | — | — | — | — | US3 (19 Wo.)US |                                                                            |
| 1951 | Lullaby of Broadway               | — | — | — | — | US1 (24 Wo.)US |                                                                            |
| 1951 | On Moonlight Bay                  | — | — | — | — | US2 (21 Wo.)US |                                                                            |
| 1952 | I’ll See You in My Dreams         | — | — | — | — | US1 (24 Wo.)US |                                                                            |
| 1953 | By the Light of the Silvery Moon  | — | — | — | — | US3 (17 Wo.)US |                                                                            |
| 1953 | Calamity Jane                     | — | — | — | — | US2 (24 Wo.)US | mit Howard Keel                                                            |
| 1955 | Young at Heart                    | — | — | — | — | US11 (6 Wo.)US | mit Frank Sinatra Soundtrack zum Film Man soll nicht mit der Liebe spielen |
| 1955 | Love Me or Leave Me               | — | — | — | — | US1 (39 Wo.)US | Soundtrack                                                                 |
| 1957 | Day by Day                        | — | — | — | — | US11 (6 Wo.)US |                                                                            |
| 1960 | Listen To Day                     | — | — | — | — | US26 (7 Wo.)US |                                                                            |
| 1961 | I Have Dreamed                    | — | — | — | — | US96 (8 Wo.)US |                                                                            |
| 1963 | Love Him!                         | — | — | — | — | US102 (8 Wo.)US | Soundtrack                                                                 |
| 1964 | Doris Day Christmas Album         | — | — | — | — | — |                                                                            |
| 1964 | With a Smile and a Song           | — | — | — | — | — |                                                                            |
| 1965 | Latin for Lovers                  | — | — | — | — | — |                                                                            |
| 1965 | Doris Day’s Sentimental Journey   | — | — | — | — | — |                                                                            |
| 1979 | 20 Golden Greats                  | — | — | — | UK12 (11 Wo.)UK | — |                                                                            |
| 1989 | A Portrait of Doris Day           | — | — | — | UK32 Gold · (9 Wo.)UK | — |                                                                            |
| 1993 | Greatest Hits                     | — | — | — | UK14 Gold · (12 Wo.)UK | — |                                                                            |
| 1994 | The Love Album                    | — | — | — | UK64 (4 Wo.)UK | — |                                                                            |
| 1999 | The Magic of the Movies           | — | — | — | UK63 (2 Wo.)UK | — |                                                                            |
| 2002 | 41 Hollywood Greats – The Best Of | — | — | — | UK73 (2 Wo.)UK | — |                                                                            |
| 2007 | The Magic of Doris Day            | — | — | — | UK20 Silber · (8 Wo.)UK | — |                                                                            |
| 2011 | My Heart                          | DE46 (4 Wo.)DE | AT22 (7 Wo.)AT | CH73 (3 Wo.)CH | UK9 Silber · (7 Wo.)UK | US135 (1 Wo.)US |                                                                            |
| 2011 | The Greatest Hits & More          | — | — | — | UK65 (10 Wo.)UK | — |                                                                            |
| 2012 | The Ultimate Collection           | — | — | — | UK36 (3 Wo.)UK | — |                                                                            |

grau schraffiert: keine Chartdaten aus diesem Jahr verfügbar
Weitere Alben
- 1968: Doris Day’s Greatest Hits (US: Gold)
- 1996: The Best Of (UK: Silber)
- 1997: Daydreaming – The Very Best Of (UK: Silber)
- 2006: The Collection (UK: Silber)

### Singles
In dieser Tabelle sind alle Singles von Doris Day eingetragen, die es in den USA sowie im Vereinigten Königreich (ab 1952) und in Deutschland (ab 1956) in die jeweiligen Singlecharts geschafft haben. Bis Ende 1947 war Doris Day Sängerin der Les Brown Band, erst ab dem Song „Confess“ erschienen die Titel unter ihrem Namen.

| Jahr | Titel Album                                             | Höchstplatzierung, Gesamtwochen, AuszeichnungChartplatzierungen (Jahr, Titel, Album, Platzierungen, Wochen, Auszeichnungen, Anmerkungen) | Höchstplatzierung, Gesamtwochen, AuszeichnungChartplatzierungen (Jahr, Titel, Album, Platzierungen, Wochen, Auszeichnungen, Anmerkungen) | Höchstplatzierung, Gesamtwochen, AuszeichnungChartplatzierungen (Jahr, Titel, Album, Platzierungen, Wochen, Auszeichnungen, Anmerkungen) | Anmerkungen                                                                                       |
| Jahr | Titel Album                                             | DE | UK | US | Anmerkungen                                                                                       |
| ---- | ------------------------------------------------------- | --- | --- | --- | ------------------------------------------------------------------------------------------------- |
| 1948 | Love Somebody –                                         | — | — | US1 (24 Wo.)US |                                                                                                   |
| 1948 | Confess –                                               | — | — | US16 (11 Wo.)US | mit Buddy Clark                                                                                   |
| 1948 | It’s Magic –                                            | — | — | US2 (21 Wo.)US | Film: Zaubernächte in Rio, Nominierung für einen Oscar                                            |
| 1948 | My Darling, My Darling –                                | — | — | US7 (13 Wo.)US | mit Buddy Clark aus dem Broadway-Musical Where’s Charley?                                         |
| 1949 | Powder Your Face with Sunshine (Smile! Smile! Smile!) – | — | — | US16 (3 Wo.)US | mit Buddy Clark                                                                                   |
| 1949 | Again –                                                 | — | — | US2 (19 Wo.)US | Film: Nachtclub-Lilly                                                                             |
| 1949 | Everywhere You Go –                                     | — | — | US22 (1 Wo.)US |                                                                                                   |
| 1949 | Let’s Take an Old-Fashioned Walk –                      | — | — | US17 (6 Wo.)US | mit Frank Sinatra aus dem Broadway-Musical Miss Liberty                                           |
| 1949 | (Where Are You) Now That I Need You –                   | — | — | US20 (7 Wo.)US | aus dem Broadway-Musical Red, Hot and Blue!                                                       |
| 1949 | Canadian Capres (Cuttin’ Capres) –                      | — | — | US15 (10 Wo.)US | Film: Mein Traum bist Du Original: Paul Whiteman (1922)                                           |
| 1949 | (There’s A) Bluebird on Your Windowsill –               | — | — | US19 (2 Wo.)US |                                                                                                   |
| 1950 | Quicksilver –                                           | — | — | US20 (3 Wo.)US |                                                                                                   |
| 1950 | I Said My Pajamas (And Put On My Pray’rs) –             | — | — | US21 (6 Wo.)US |                                                                                                   |
| 1950 | Enjoy Yourself (It’s Later Than You Think) –            | — | — | US24 (3 Wo.)US |                                                                                                   |
| 1950 | Hoop-De-Doo –                                           | — | — | US17 (12 Wo.)US |                                                                                                   |
| 1950 | Bewitched –                                             | — | — | US9 (15 Wo.)US | aus dem Broadway-Musical Pal Joey                                                                 |
| 1950 | I Didn’t Slip – I Wasn’t Pushed – I Fell –              | — | — | US19 (4 Wo.)US |                                                                                                   |
| 1950 | A Bushel and a Peck –                                   | — | — | US16 (8 Wo.)US | aus dem Broadway-Musical Guys and Dolls                                                           |
| 1951 | Would I Love You (Love You, Love You) –                 | — | — | US10 (10 Wo.)US | Harry James & His Orchestra with Doris Day                                                        |
| 1951 | (Why Did I Tell You I Was Going To) Shanghai –          | — | — | US7 (17 Wo.)US |                                                                                                   |
| 1951 | Domino –                                                | — | — | US21 (4 Wo.)US |                                                                                                   |
| 1951 | Mister and Mississippi –                                | — | — | US15 (11 Wo.)US |                                                                                                   |
| 1952 | A Guy Is a Guy –                                        | — | — | US1 (19 Wo.)US | Adaption des britischen Lieds I Went to the Alehouse (A Knave Is a Knave) aus dem 18. Jahrhundert |
| 1952 | Sugarbush –                                             | — | UK8 (8 Wo.)UK | US7 (14 Wo.)US | Doris Day and Frankie Laine                                                                       |
| 1952 | When I Fall in Love –                                   | — | — | US20 (3 Wo.)US | Film: Korea                                                                                       |
| 1952 | No Two People –                                         | — | — | US25 (2 Wo.)US | mit Donald O’Connor Film: Hans Christian Andersen                                                 |
| 1952 | My Love and Devotion –                                  | — | UK10 (2 Wo.)UK | — |                                                                                                   |
| 1952 | Full Time Job –                                         | — | UK11 (1 Wo.)UK | US20 (1 Wo.)US | mit Johnnie Ray                                                                                   |
| 1952 | Ma Says Pa Says –                                       | — | UK12 (1 Wo.)UK | — | mit Johnnie Ray                                                                                   |
| 1953 | Mister Tap Toe –                                        | — | — | US10 (7 Wo.)US |                                                                                                   |
| 1953 | Candy Lips –                                            | — | — | US17 (1 Wo.)US | mit Johnnie Ray                                                                                   |
| 1953 | Let’s Walk That-a-Way –                                 | — | UK4 (14 Wo.)UK | — |                                                                                                   |
| 1953 | Choo Choo Train (Ch-Ch-Foo) –                           | — | — | US20 (1 Wo.)US | Adaption des französischen Lieds Le petit train                                                   |
| 1954 | Secret Love –                                           | — | UK1 (29 Wo.)UK | US1 (22 Wo.)US | Film: Schwere Colts in zarter Hand, Auszeichnung mit einem Oscar                                  |
| 1954 | I Speak to the Stars –                                  | — | — | US16 (4 Wo.)US | Film: Das blonde Glück                                                                            |
| 1954 | Black Hills of Dakota –                                 | — | UK7 (8 Wo.)UK | — | Film: Schwere Colts in zarter Hand                                                                |
| 1954 | If I Give My Heart to You –                             | — | UK4 (11 Wo.)UK | US3 (17 Wo.)US | mit The Melloman                                                                                  |
| 1955 | Ready, Willing and Able –                               | — | UK7 (9 Wo.)UK | — | Film: Man soll nicht mit der Liebe spielen                                                        |
| 1955 | I’ll Never Stop Loving You –                            | — | UK17 (3 Wo.)UK | US15 (12 Wo.)US | mit Percy Faith Film: Tyrannische Liebe, Nominierung für einen Oscar                              |
| 1955 | Love Me or Leave Me –                                   | — | UK20 (1 Wo.)UK | — | Film: Tyrannische Liebe                                                                           |
| 1955 | Ooh Bang Jiggilly Jang –                                | — | — | US83 (6 Wo.)US | mit Paul Weston                                                                                   |
| 1955 | Let It Ring –                                           | — | — | US51 (7 Wo.)US | mit Paul Weston                                                                                   |
| 1956 | Que Sera, Sera (Whatever Will Be, Will Be) –            | DE10 (4 Wo.)DE | UK1 (22 Wo.)UK | US2 (27 Wo.)US | aus dem Alfred-Hitchcock-Film Der Mann, der zuviel wusste, Auszeichnung mit einem Oscar           |
| 1956 | Love in a Home –                                        | — | — | US79 (4 Wo.)US | mit Paul Weston                                                                                   |
| 1956 | Julie –                                                 | — | — | US64 (10 Wo.)US | Film: Mord in den Wolken, Nominierung für einen Oscar                                             |
| 1956 | The Party’s Over –                                      | — | — | US63 (11 Wo.)US |                                                                                                   |
| 1957 | Twelve O’Clock Tonight –                                | — | — | US68 (6 Wo.)US |                                                                                                   |
| 1958 | A Very Precious Love –                                  | — | UK16 (11 Wo.)UK | — |                                                                                                   |
| 1958 | Teacher’s Pet –                                         | — | — | US56 (12 Wo.)US | Film: Reporter der Liebe                                                                          |
| 1958 | Everybody Loves a Lover –                               | — | UK25 (4 Wo.)UK | US14 (14 Wo.)US |                                                                                                   |
| 1958 | Tunnel of Love –                                        | — | — | US43 (8 Wo.)US | Film: Babys auf Bestellung                                                                        |
| 1959 | Love Me in the Daytime –                                | — | — | US100 (1 Wo.)US |                                                                                                   |
| 1960 | Anyway the Wind Blows –                                 | — | — | US50 (7 Wo.)US | Film: Meisterschaft im Seitensprung                                                               |
| 1962 | Lover Come Back –                                       | — | — | US98 (1 Wo.)US | Film: Ein Pyjama für zwei                                                                         |
| 1964 | Move Over Darling –                                     | — | UK8 (16 Wo.)UK | — | Film: Eine zuviel im Bett                                                                         |
| 1967 | Sorry –                                                 | — | — | US19 (8 Wo.)US | Album Contemporary Charts                                                                         |
| 1987 | Move Over Darling (1987) –                              | — | UK45 (6 Wo.)UK | — | Wiederveröffentlichung                                                                            |
| 1987 | Winter Wonderland / Christmas Song –                    | — | UK87 (2 Wo.)UK | — |                                                                                                   |

grau schraffiert: keine Chartdaten aus diesem Jahr verfügbar